# Przygody kota Filemona
Przygody kota Filemona, littéralement « Les aventures du chat Philémon », est une série télévisée d'animation polonaise en 39 épisodes produite de 1972 à 1982. 

## Synopsis
Le dessin animé raconte les aventures de Philémon, un chaton blanc aux yeux verts, qui découvre le monde extérieur. Il est conseillé par un vieux chat noir, Boniface, dont l'occupation principale est de rester couché.

## Production
La série fut créée par le scénariste Marek Nejman et produite par le studio d'animation Se-ma-for à Łódź, en Pologne. Le concepteur de personnages est Tadeusz Baranowski ; le créateur des personnages est Marek Nejman (pl).
Jusqu'au 13e épisode, la série s'appelait Dziwny świat kota Filemona (Le Monde étrange de Filemon le chat).
Les treize premiers épisodes, produits jusqu'en 1977, ont pour doubleur Teresa Sawicka, les suivants Barbara Marszałek.
Un film d'animation fut produit par la suite en 1991, suivis de deux courts-métrages en 1995 et 1997 de 25 minutes à l'occasion de Noël.

## Épisodes
(traduction littérale)
- Le Monde étrange de Philémon le chat (Dziwny świat kota Filemona)

1. Je m'appelle Philémon (Nazywam się Filemon)
2. Soirée d'hiver (Zimowy wieczór)
3. Nettoyage de Pâques (Wielkanocne sprzątanie)
4. Le Grand lavage (Wielkie pranie)
5. Jeu de cache-cache (Zabawa w chowanego)
6. Ah, ces souris ! (Ach te myszy)
7. Quand les feuilles tombent (Kiedy liście opadają)
8. Qui aime quoi (Co kto lubi)
9. Sieste de l'après-midi (Poobiednia drzemka)
10. Quelque chose pour un sommeil difficile (Sposób na twardy sen)
11. Un sérieux problème (Poważne zmartwienie)
12. En ville en auto-stop (Autostopem do miasta)
13. La place au-dessus du four (Miejsce na zapiecku)

- Les Aventures du chat Philémon (Przygody kota Filemona)

1. Surprise (Niespodzianka)
2. Un truc (Fortel)
3. Cherchez le vent dans le champ (Szukaj wiatru w polu)
4. L'Étoile (Gwiazdka)
5. Bruits dans l'armoire (Co w szafie piszczy)
6. Celui qui ne travaille pas (Kto nie pracuje)
7. Comme chat et chien (Jak pies z kotem)
8. Le pathétique des chats (Kocie drogi)
9. L'Hhorloge à coucou (Zegar z kukułką)
10. Un appétit du loup (Wilczy apetyt)
11. Le Grenier (Strych)
12. Un chat dans un sac (Kupić kota w worku)
13. Un trou dans la clôture (Dziura w płocie)
14. Météo d'avril (Kwiecień-plecień)
15. Farces de chiot (Szczenięce figle)
16. Balade nocturne (Nocny spacer)
17. L'air du chat (Kocia aria)
18. Méli-mélo (Groch z kapustą)
19. La Compétition (Turniej)
20. Le Compagnon le plus fidèle (Najwierniejszy towarzysz)
21. L'Ami renard (Przyjaciel lis)
22. Un coin à moi (Własny kąt)
23. Patch sur patch (Łata na łacie)
24. La Belle Vie (Słodkie życie)
25. Échauffement (Rozgrzewka)
26. Attends, Boniface (Poczekaj Bonifacy)